# 한국국토정보공사
한국국토정보공사(韓國國土情報公社, Land and Geospatial Informatix Corporation)는 공간정보체계의 구축 지원, 공간정보와 지적제도에 관한 연구, 기술 개발 및 지적측량 등을 수행하기 위하여 설립된 대한민국 국토교통부 산하 공공기관이다. 전북특별자치도 전주시 덕진구 기지로 120에 위치해 있다.

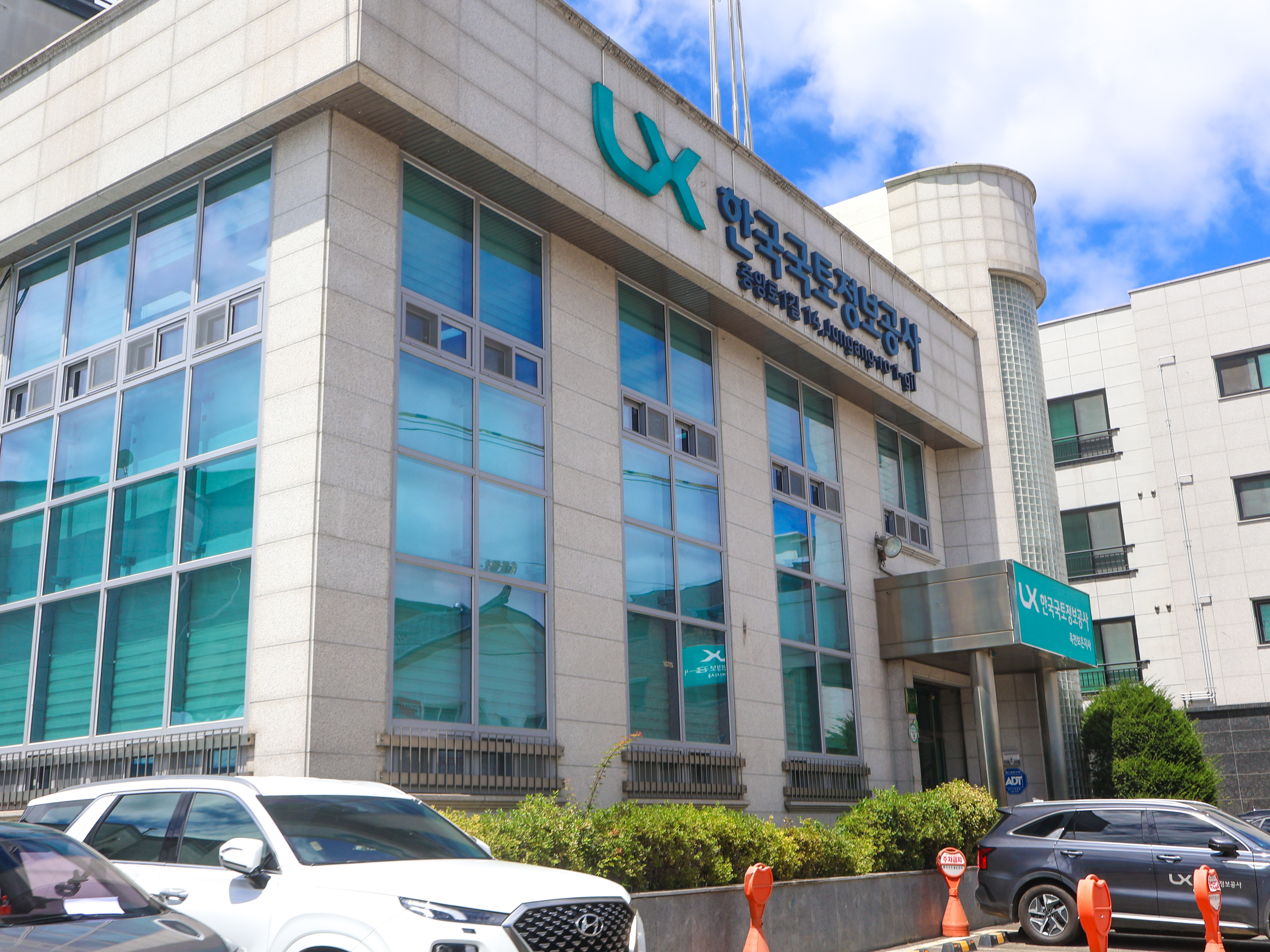
충청북도 옥천군 옥천읍 소재의 옥천보은지사 (2024년 7월 촬영)

## 설립 근거
- 국가공간정보 기본법[3]

## 연혁
- 1938년 일제강점기 조선에 조선지적협회 발족
- 1948년 대한민국 제1공화국 출범과 함께 대한지적협회로 사명 변경
- 1977년 7월 1일 재단법인 대한지적공사로 창사
- 1981년 12월 18일 대한지적공사 연수원 경기도 용인군(현 용인시)에 건립 이전
- 1994년 4월 1일 지적기술연구소 설치
- 1999년 3월 1일 정관개정

지적기술연수원과 지적기술연구소를
지적기술교육연구원으로 통합 개편
- 2004년 1월 1일 지적법에 의한 특수법인으로 전환
- 2004년 12월 16일 한국서비스품질 우수기업 인증 획득
- 2005년 7월 1일 지적연구원 개원
- 2008년 2월 29일 행정자치부에서 국토해양부로 소속 변경
- 2009년 1월 23일 대한지적공사 70년사 발간
- 2009년 6월 9일 측량수로조사 및 지적에 관한 법률제정
- 2009년 9월 10일 국가생산성대상 특별상 수상
- 2011년 9월 16일 『지적재조사에 대한 특별법』 제정 공포
- 2011년 10월 12일 전북 전주완주혁신도시 신청사 착공식 개최
- 2012년 1월 9일 공공기관 최초 4회 연속 ‘서비스 품질 우수기업’선정
- 2012년 3월 1일 공간정보연구원 출범
- 2012년 10월 10일 비전2025 및 New CI/BI 선포
- 2013년 11월 25일 전주·완주 혁신도시로 본사사옥 이전
- 2015년 6월 4일 대한지적공사에서 한국국토정보공사로 사명 변경

## 주요 업무
- 공간 정보·지적 제도에 관한 연구, 기술 개발, 표준화 및 교육사업
- 공간 정보·지적 제도에 관한 외국 기술의 도입, 국제 교류·협력 및 국외 진출 사업
- 지적 측량
- 지적 재조사 사업
- 다른 법률에 따라 공사가 수행할 수 있는 사업
- 그 밖에 공사의 설립 목적을 달성하기 위하여 필요한 사업으로서 정관으로 정하는 사업

## 조직
- 감사
  - 감사실
    - 감사부
    - 감찰청렴부

### 부사장

#### 기획혁신본부
- 기획조정실
  - 혁신전략부
  - 예산기획부
  - 대외협력부
- 정보전략실
  - 정보기획부
  - 정보운영부
  - 정보보안부
- 경영성과처
- 안전관리처
- 홍보처

#### 지적사업본부
- 지적사업실
  - 지적사업총괄부
  - 지적사업지원부
  - 지적혁신부
- 지적재조사처
- 고객지원처

#### 공간정보본부
- 공간정보실
  - 미래사업기획부
  - 국토도시사업부
- 디지털트윈처
- 디지털SOC처
- 글로벌사업처
- 주소정보활용지원센터

#### 경영지원본부
- 경영지원실
  - 운영지원부
  - 자산관리부
- 인사처
- 재무처
- 노사협력처

### 국토정보교육원
- 교육기획실
- 교수실
- 교육지원실

### 공간정보연구원
- 연구기획실
- 정책연구실
- 국토정보연구실

## 사장

### 현직
- 어명소 (2023년 11월 ~ 현재)

### 역대
- 김영표 (2014 ~ 2016년 12월)
- 박명식 (2016년 12월 ~ 2018년 6월)
- 김정렬 (2020년 9월 ~ 2023년 10월)

## 소속기관
- 국토정보교육원
- 공간정보연구원